# Netzallianz Digitales Deutschland
Die Netzallianz Digitales Deutschland ist ein im Jahr 2014 vom Bundesminister für Verkehr und digitale Infrastruktur, Alexander Dobrindt, initiiertes Forum, dem neben dem Bundesministerium selbst und der Bundesnetzagentur große deutsche Telekommunikationsunternehmen und Verbände aus der Telekommunikationsbranche angehören. In ihm sollen die Investitionen der nächsten Jahre und mögliche flankierende Maßnahmen diskutiert werden.

## Mitglieder
Mitglieder sind die Deutsche Telekom AG, die Vodafone Kabel Deutschland, Unitymedia, die Telefónica, NetCologne, die Thüringer Netkom, die wilhelm.tel, die EWE TEL sowie inexio.
Folgende Verbänden sind Mitglieder: VATM, der BUGLAS, der Bundesverband Breitbandkommunikation sowie der ANGA. Die Wissenschaft wird durch die Technische Universität München (TUM) vertreten.

## Kursbuch
Maßgebliches Arbeitsdokument der Netzallianz ist ihr Kursbuch, in dem Maßnahmen benannt werden, auf die sich die Teilnehmer verständigt haben und dessen regelmäßige Überprüfung und Ergänzung sich die Mitglieder zur Aufgabe gemacht haben. Zu den im Kursbuch festgehaltenen Maßnahmen zählt die Vereinheitlichung und größere Transparenz bei öffentlich geförderten Ausschreibungen für den Breitbandausbau, die bessere Nutzung von Synergien durch Förderung von Inhouse-Verkabelung beim Wohnungsbau oder Renovierungen, sowie die Absicherung eines verlässlichen Regulierungsregimes.
In der Öffentlichkeit diskutiert wurde dabei vor allem, dass der Betrieb besonderer Klassen des Datenverkehrs (neben den herkömmlichen Übertragungswegen) auch künftig nicht eingeschränkt werden soll. Diese Entscheidung wurde vielfach als Verletzung des Prinzips der Netzneutralität interpretiert.